# Anthurium radiatum
Anthurium radiatum är en kallaväxtart som beskrevs av Luis Aloysius, Luigi Sodiro. Anthurium radiatum ingår i släktet Anthurium och familjen kallaväxter. Inga underarter finns listade.